# Утченко Сергій Львович
Утченко Сергій Львович (14 грудня 1908 — 2 травня 1976) — радянський історик античності, доктор історичних наук (1949), професор МДУ (1950).

## Біографія
З 1950 року Сергій Львович завідував сектором стародавньої історії Інституту історії (з 1968 — інституту загальної історії) АН СРСР. Викладав у Ленінградському державному університеті, Московському державному університеті, Історико-архівному інституті та Московському педагогічному інституті імені Леніна. З 1966 року обіймав посаду головного редактора журналу «Вісник древньої історії». Основні праці з історії Стародавнього Риму 3 століття до н. е. — 1 століття н. е.
Нагороджений орденом Червоної Зірки та медалями.

## Основні праці
- Идейно-политическая борьба в Риме накануне падения Республики, М., 1952;
- Кризис полиса и политические воззрения римских стоиков, М., 1955;
- Кризис и падение Римской Республики, М., 1965;
- Глазами историка, М., 1966;
- Древний Рим. События. Люди. Идеи., М., 1969;
- Цицерон и его время, М., 1972;
- Трактат Цицерона об обязанностях и образ идеального гражданина, М., 1974;
- Утченко С. Л. Юлий Цезарь. — Москва : Мысль, 1976. — 351 с. (рос.)